# يوليوس روكويل
يوليوس روكويل هو قاضي ومحامي وسياسي أمريكي، ولد في 26 أبريل 1805 في كوليبروك في الولايات المتحدة، وتوفي في 19 مايو 1888 في لينوكس في الولايات المتحدة. نشط حزبياً في حزب اليمين والحزب الجمهوري.

## مناصب
- انتخب عضو مجلس الشيوخ الأمريكي [الإنجليزية]‏ عن دائرة Massachusetts Class 2 senate seat ‏ وقد انضم خلال فترته النيابية [الإنجليزية]‏ (3 يونيو 1854 – 31 يناير 1855) للكتلة البرلمانية حزب اليمين.
- انتخب عضو مجلس نواب ماساتشوستس ‏.
- انتخب عضو مجلس النواب الأمريكي.
- انتخب عضو مجلس الشيوخ الأمريكي [الإنجليزية]‏ عن دائرة ماساتشوستس (3 يونيو 1854 – 31 يناير 1855).